# Tat'jana Brylina
Tat'jana Maksimovna Brylina (in russo Татьяна Максимовна Брылина?; 25 aprile 1955) è un'ex biatleta sovietica.

## Biografia
In carriera prese parte a un'edizione dei Campionati mondiali, vincendo una medaglia.

## Palmarès

### Mondiali
- 1 medaglia:
  - 1 bronzo (individuale[1] a Chamonix 1984)